# ケンムンヒラヨシノボリ
ケンムンヒラヨシノボリ（Rhinogobius yonezawai）は、ヨシノボリ類の両側回遊魚。2020年に新種記載されたハゼで、その以前はヤイマヒラヨシノボリと同種とされ、ヒラヨシノボリと呼ばれていた。成魚は種子島、屋久島、奄美大島、沖縄島の渓流に生息する。

## 分布
琉球列島固有種。種子島、屋久島、奄美大島、沖縄島に分布する。

## 形態
成魚の全長は7-8cmだが、最大で10cmになる。縦列鱗数は35–39でヤイマヒラヨシノボリと異なる。一方、脊椎骨数26でヤイマヒラヨシノボリと同数。他のヨシノボリよりも著しく頭部が縦扁していることが特徴。また、他種に比べ体が細長い。胸鰭は左右にせり出して見える。体の前半に3本程度の縦帯があり、胸鰭基部の黒半が顕著である。眼から吻端にかけての朱条は太く明瞭で、ヨシノボリのなかではこの朱条は最大である。オスの体色は青みが強く、産卵期には黒くなる。オスの第1背鰭は高く烏帽子形、その第2・3棘が最長で糸状に伸長しないものの倒すと第2背鰭第1から第4軟条起部に達する。腹鰭第5軟条は普通最初に5分岐する。胸鰭基底、腹鰭起部前方、腹部腹中線周辺もしくは腹部腹中線前半周辺は無鱗である。生時もしくは生鮮時に側頭部から第2背鰭起部にかけての背面に橙色または赤色の2縦線がある。オスの尾鰭に橙色または赤色の6–8 垂線があり、メスの尾鰭基底に横Y字形の1つの黒色斑があるなどの特徴で同属他種から区別できる。

## 生態
主に流域の長い河川の河川上流域の急流を好み、渓流域の早瀬の礫底など流れの速い場所に生息する。冬季は中流域にも出現することがある。仔魚は一度海に降りる両側回遊を行うが、成魚は落差40ｍを超えるような大きな滝の上にもみられる。繁殖期は3月頃。

## 名称
標準和名「ケンムンヒラヨシノボリ」のケンムンとは奄美諸島に伝わる水の精ケンムンに由来し、ヒラとは体が縦扁し平ぺったいことからである。
また、他の和名として、イーブーという地方名がある。
色斑が「ヨシノボリ大型種（現在のオオヨシノボリ）」に似ていることから、もともと本種はヨシノボリ大型種と呼ばれていた。
その後、「ヨシノボリ大型種」に複数の型があるとわかり、ヨシノボリ南黒色大型と呼ばれるようになった。
「ヨシノボリ」が複数種に細分され、オオヨシノボリという種が発表されたことで、本種はオオヨシノボリ南黒色型と呼ばれるようになった。
「オオヨシノボリ南黒色型」は種に格上げされ、オオヨシノボリとは別種となり、ヒラヨシノボリという標準和名が提唱された。
「ヒラヨシノボリ」は2種に細分化され、ケンムンヒラヨシノボリ（Rhinogobius yonezawai）とヤイマヒラヨシノボリ(Rhinogobius yaima)の新2種が記載された。